# ديمتري فيبورنوف
ديمتري فيبورنوف (بالروسية: Выборнов, Дмитрий Борисович)‏ (مواليد 23 فبراير 1970) هو ملاكم روسي، مثّل بلاده في الألعاب الأولمبية الصيفية 1996.

## روابط خارجية
ديمتري فيبورنوف على موقع أوليمبيديا (الإنجليزية)